# Emmelsbüll-Horsbüll
Emmelsbüll-Horsbüll (tiếng Đan Mạch: Emsbøl-Horsbøl, tiếng Bắc Frisia Ämesbel-Hoorbel) là một đô thị tại huyện Nordfriesland, trong bang Schleswig-Holstein, nước Đức. Đô thị này có diện tích 35,73 km², dân số thời điểm 31 tháng 12 năm 2006 là 1029 người.